# Universitat de Hagen
La Universitat de Hagen (alemany: FernUniversität in Hagen, informalment sovint anomenada FU Hagen) és una universitat pública de recerca que se centra principalment en l'ensenyament a distància. Tot i que el seu campus principal es troba a Hagen, Rin del Nord-Westfàlia, Alemanya, la universitat manté més de 50 centres d'estudi i recerca a Alemanya i a tot Europa. Segons l'Oficina Federal d'Estadística d'Alemanya, és la segona universitat més gran d'Alemanya. La universitat va ser fundada l'any 1974 com a universitat pública de recerca per l'estat de Nordrhein-Westfalen i va començar les seves activitats de recerca i docència el 1975. Es va fundar seguint la idea de la Universitat Oberta del Regne Unit per oferir oportunitats d'educació superior i contínua a través d'un sistema d'educació a distància a Alemanya.
La universitat atorga les mateixes qualificacions que altres universitats alemanyes del campus i manté els mateixos requisits. Inicialment, la universitat només tenia tres facultats amb 1.304 estudiants a temps complet i parcial, però avui la universitat s'ha convertit en la principal institució d'educació a distància d'Alemanya.
Les facultats de la Universitat de Hagen atorguen títols de grau, postgrau i postdoctoral. Tots els títols que atorga la Universitat de Hagen són equivalents als que atorguen les universitats alemanyes tradicionals. La Universitat de Hagen atorga títols i investiga en els camps de l'administració d'empreses i l'economia, les matemàtiques, la informàtica, el dret, la psicologia, els estudis culturals i les ciències polítiques. La universitat ha produït molts antics alumnes notables en els camps del dret, l'economia, els negocis i la política, entre ells dos guanyadors del premi Gottfried Wilhelm Leibniz, 1 premi Gossen, almenys 25 professors universitaris, nombrosos membres. del parlament alemany, i l'exministre d'Afers Exteriors i vicecanciller d'Alemanya, Guido Westerwelle.
La Universitat de Hagen és membre de l'Associació Universitària Europea (EUA), l'Associació Europea d'Universitats d'Ensenyament a Distància (EADTU) i està acreditada per diverses agències.